# مقاطعة نيو هيفن (كونيتيكت)
مقاطعة نيو هيفن (بالإنجليزية: New Haven County, Connecticut)‏ هي إحدى مقاطعات ولاية كونيتيكت في الولايات المتحدة. ، بلغ عدد سكانها 862477 نسمة في عام 2010 حسب إحصاء مكتب تعداد الولايات المتحدة وتصل الكثافة السكانية فيها 549.5 نسمة/كم2.

## أعلام
- إيلا ويلر ويلكوكس
- باركر ماكدونالد
- ناثانيل سميث ريتشاردسون

## وصلات خارجية
- United States Counties

قالب:مقاطعات كونيتيكت